# Bernard Beckett
Bernard Beckett (* Oktober 1967 in Neuseeland) ist ein neuseeländischer Schriftsteller.
Bernard Beckett schreibt vor allem Bücher für junge Erwachsene. Beckett lebt mit seiner Frau in Wellington. Er unterrichtet Drama, Mathematik und Englisch an der Hutt Valley High School in Lower Hutt.

## Werke (Auswahl)
- Lester. Longacre Press, 1999, ISBN 978-1-877135-21-7 (englisch).
- Red Cliff. Longacre Press, 2000, ISBN 978-1-877135-42-2 (englisch).
- Jolt. Longacre Press, 2001, ISBN 978-1-877460-29-6 (englisch).
- No Alarms. Longacre Press, 2002, ISBN 978-1-877135-75-0 (englisch).
- Stechzeit. script 5, 2010, ISBN 978-3-8390-0121-9 (Originaltitel: Malcolm and Juliet, 2004.).
- Deep Fried. Random House New Zealand, 2005, ISBN 978-1-877361-11-1 (englisch, mit Clare Knighton).
- Das neue Buch Genesis. script 5, 2009, ISBN 978-3-8390-0103-5 (Originaltitel: Genesis, 2006.).

## Auszeichnungen
- 2005: Esther Glen Award für Malcolm and Juliet
- 2005: Gewinner Young Adult Fiction Category der New Zealand Post Book Awards for Children and Young Adults
- 2007: Gewinner Young Adult Fiction Category der New Zealand Post Book Awards for Children and Young Adults
- 2007: Esther Glen Award für Genesis
- 2010: Sense of Gender Award für die japanische Übersetzung von Genesis